# François-Jean Orceau de Fontette
Pour les articles homonymes, voir Orceau de Fontette.
François-Jean Orceau (ou d'Orceau), baron de Fontette, marquis de Tilly, seigneur d'Essoyes, Verpillière, Noé, Grand et Petit Mallet, né à Paris le 14 octobre 1718 et mort à Rouen le 6 avril 1794, est un magistrat et administrateur de l'Ancien Régime.

## Biographie
D'une famille tourangelle, François-Jean d'Orceau de Fontette est le fils de François Orceau, baron de Fontette, seigneur d'Arènes, trésorier général des galères, et de Françoise-Agnès Quentin de La Vienne (fille de François Quentin de La Vienne). Marié à Aimée Marguerite Daumesnil, fille de Louis Henri Daumesnil de Lignières et de Françoise Lucrèce Le Duc, il est le père d'Aimé d'Orceau de Fontette.
Il achète une charge de conseiller du Parlement de Paris en 1738. Il devient maître des requêtes le 30 avril 1745 et président au Grand Conseil le 2 janvier 1750. Il est nommé chancelier garde des sceaux et chef du conseil de Monsieur, comte de Provence, frère du roi.
Louis XV le nomme intendant de la généralité de Caen en août 1752 en remplacement d'Arnaud de la Briffe. D'un tempérament autoritaire, il se heurte fréquemment aux édiles de la capitale bas-normande, mais devient un acteur important du développement de la ville. 
Favorable aux idées des physiocrates, il construit dans sa généralité de nombreuses routes en réalisant ces travaux en substituant le paiement en argent à la corvée.
En 1759, il achète la terre et la seigneurie de Tilly, dont il obtient en 1766 l'érection en marquisat. Il fait reconstruire le château de Tilly (détruit en 1944) où il se retire de plus en plus fréquemment. Pour développer le petit village de Tilly, il concède des terrains à des artisans, fait ériger une petite chapelle en église paroissiale, donne un terrain pour aménager un cimetière, fait construire un lavoir, implante une boucherie et obtient la tenue d'une foire mensuelle, le premier lundi de chaque mois. Il fait également faire les routes qui relient Tilly à Caen, Bayeux, Saint-Lô et Falaise. Il quitte définitivement son poste à la Généralité de Caen le 21 octobre 1775. 
Par lettres patentes de mars 1766, il est créé premier marquis de Tilly d'Orceau par érection de la châtellenie de Tilly et des fiefs d'Auvrecy (plein fief de haubert), de Boussigny, de Fontenay, d'Orbigny (quart de fief de haubert), de Grestain (demi-quart de fief de haubert), de Courperon, de Monts, de Maupertuis et d'Eguillon. En mars 1768, il y fait unir les seigneuries de Lingèvres et Bucels et le fief du Vivier, avec le titre de fondateur de l'abbaye de Cordillon.
Le 21 mars 1792, il vend ses terres de Tilly et s'installe à Caen. Il déménage ensuite à Rouen. Inscrit sur la liste des suspects pendant la Terreur, il est emprisonné dans une prison de Rouen où il meurt à l'âge de 77 ans.

## Œuvre

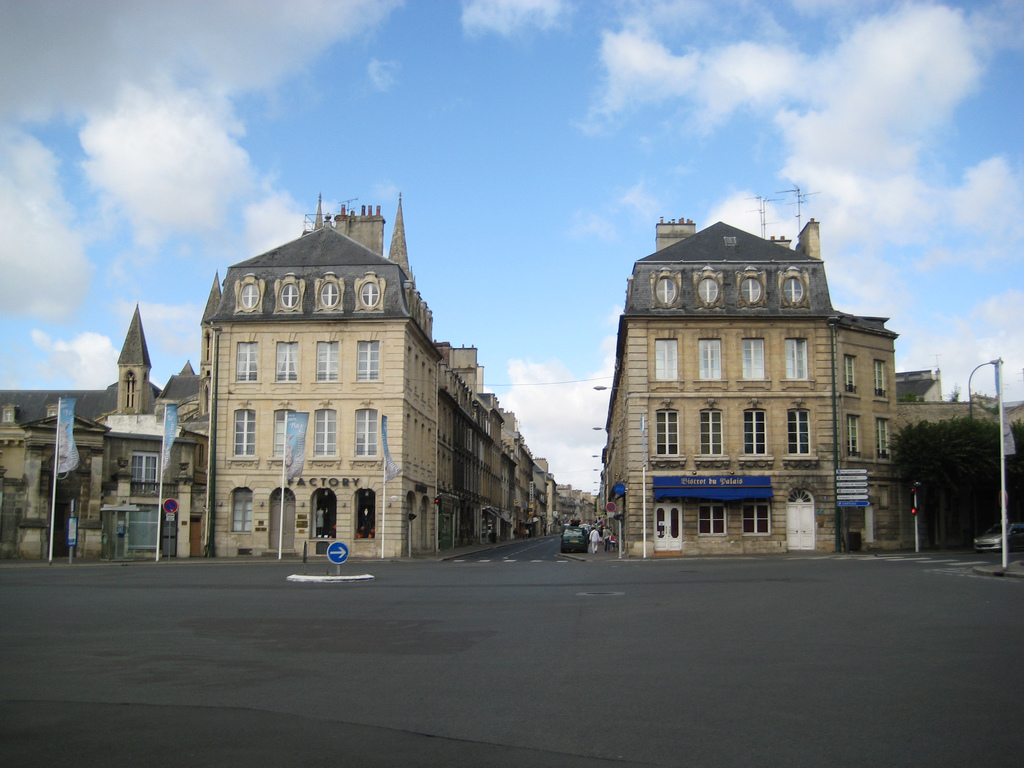
Place Fontette et rue Guillaume-le-Conquérant à Caen

Il joue un rôle novateur en diminuant la corvée royale dans la généralité de Caen. Il crée également des ateliers de charité, destinés à venir en aide aux plus pauvres.
Il serait l'un des inventeurs de la teurgoule. En 1757, pour éviter l'explosion d'émeutes à la suite de la disette, il fait venir une cargaison de riz et propose une recette pour cuisiner cette céréale alors très peu répandue en Europe. Il participe à la fondation de la Société d'agriculture et de commerce de Caen afin de donner une impulsion nouvelle à l'exploitation des sols de la généralité de Caen, mais cette société savante est peu active.
Il est surtout connu pour ses grands travaux de réaménagement urbain. En 1754, il confie à l'ingénieur de la généralité, Loguet, le soin de démolir le Châtelet du pont Saint-Pierre pour améliorer la circulation, malgré l'opposition des échevins qui refusent de voir détruit l'ancien hôtel de ville. Il encourage également le réaménagement de la place Saint-Sauveur. Il fait araser les fortifications de Caen et crée une nouvelle rue dans les jardins de l'abbaye aux Hommes afin de décongestionner la circulation. Ce sont l'actuelle rue Guillaume-le-Conquérant (ancienne rue Saint-Benoît) et la place Fontette.